# خاکریز دفاعی

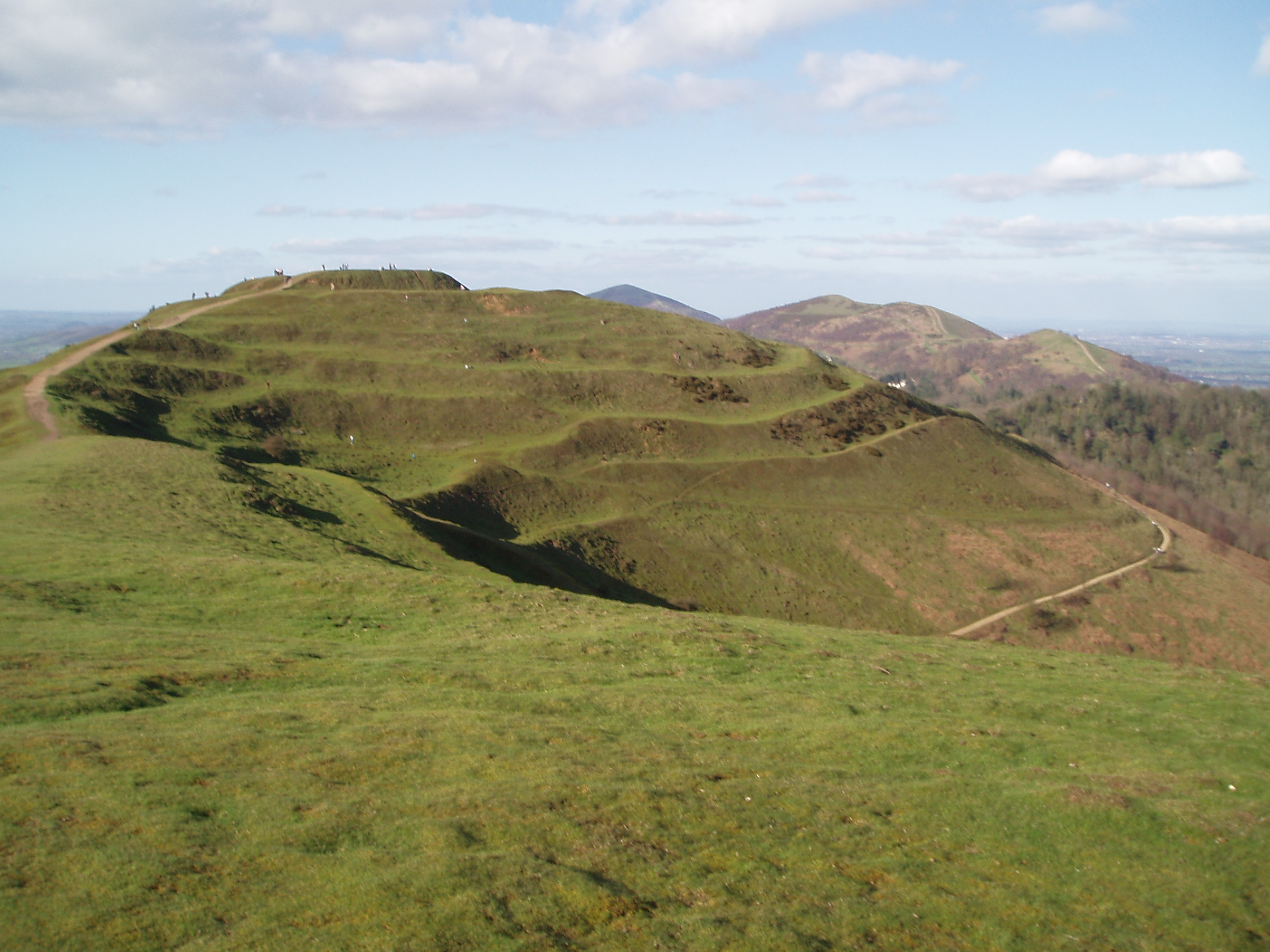
بخشی از خاکریز دفاعی یک تپه‌قلعه قدیمی در هرفوردشر انگلستان

خاکریز دفاعی در استحکامات عنوان یک خاکریز یا تلی است که دیوار تدافعی قلعه بر آن استوار می‌گردد و اصولاً یک بخش از استراتژی دفاعی قلعه، تپه‌قلعه، کلنی یا سایر استحکامات شمرده می‌شود. خاکریز دفاعی معمولاً به وسیلهٔ حفاری کردن در زمین یا چیدمان سنگی و گاهی ترکیبی از هر دو ایجاد می‌گردید.
بسیاری از استحکامات اولیه از دوران پیشاتاریخ تا سده‌های میانی آغازین از خاکریزهای دفاعی که گاهی با خندق هم ترکیب می‌گردید به عنوان ابتدایی‌ترین شیوه محافظت از محیط بیرونی باروها و مناطق مسکونی استفاده می‌کردند. ترکیب و طراحی شیوه دفاعی باروها مشتمل بود بر تپه‌های خاکی و سنگی که از آنها با عنوان باروهای ترکیبی یاد می‌گردید. موارد دفاعی پیچیده‌تری نیز گاهی لحاظ و در خاکریز دفاعی ادغام می‌گردید که از مصالحی همچون چوب یا سنگ تشکیل می‌شدند. پس از معرفی و حضور یگان توپخانه و به جهت لزوم اتخاذ تدابیر مقتضی برای دفاع در برابر آن، باروهای قلعه با دیوارهای بسیار ضخیم‌تر و نیم‌رخ متمایل به پایین ساخته شدند. یکی از اولین و بهترین نمونه از این نمونه‌ها، قلعه ریونزکرگ در اسکاتلند است که در سال ۱۴۶۰ ساخته شد.
در نیمه اول قرن ۱۶ میلادی، بسیاری از دیوارهای خاکی و آجری با دیوارهای سنگی جایگزین شدند تا بهتر بتوانند در قبال ضربات و تهاجم آتش توپخانه مقاومت کنند. اغلب باروها در همان زمان در برج‌ها و سایر قسمت‌های بارو، مجهز به برآمدگی‌های زاویه‌ای برای استفاده از سلاح‌ها و آتش متقابل مدافعین گردیدند. مهندسان ایتالیایی در خط مقدم ابداع چنین استحکاماتی بودند هر چند، بعدها در شمال اروپا استحکامات اینچنینی توسط سباستین لو پرتر دو ووبن تکمیل‌شدند و تا اواسط قرن ۱۹، سبک غالب استحکامات به حساب می‌آمدند

## نگارخانه

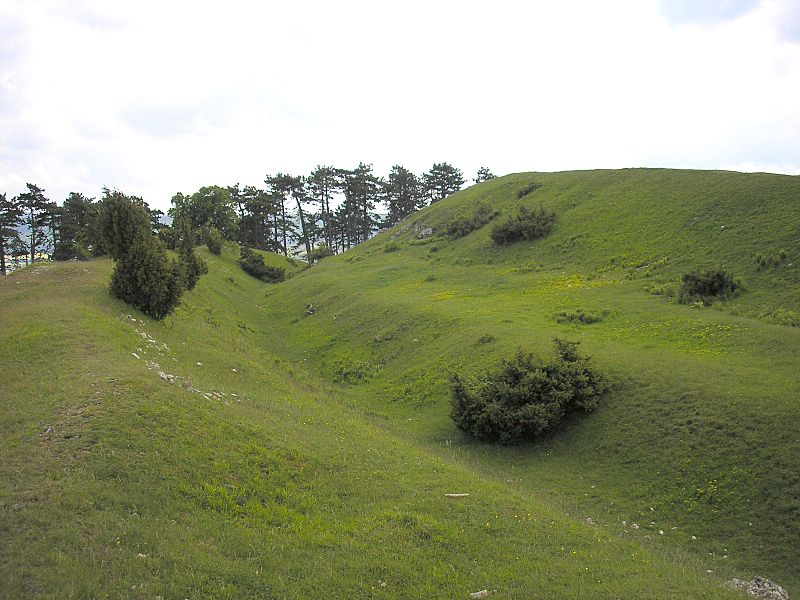
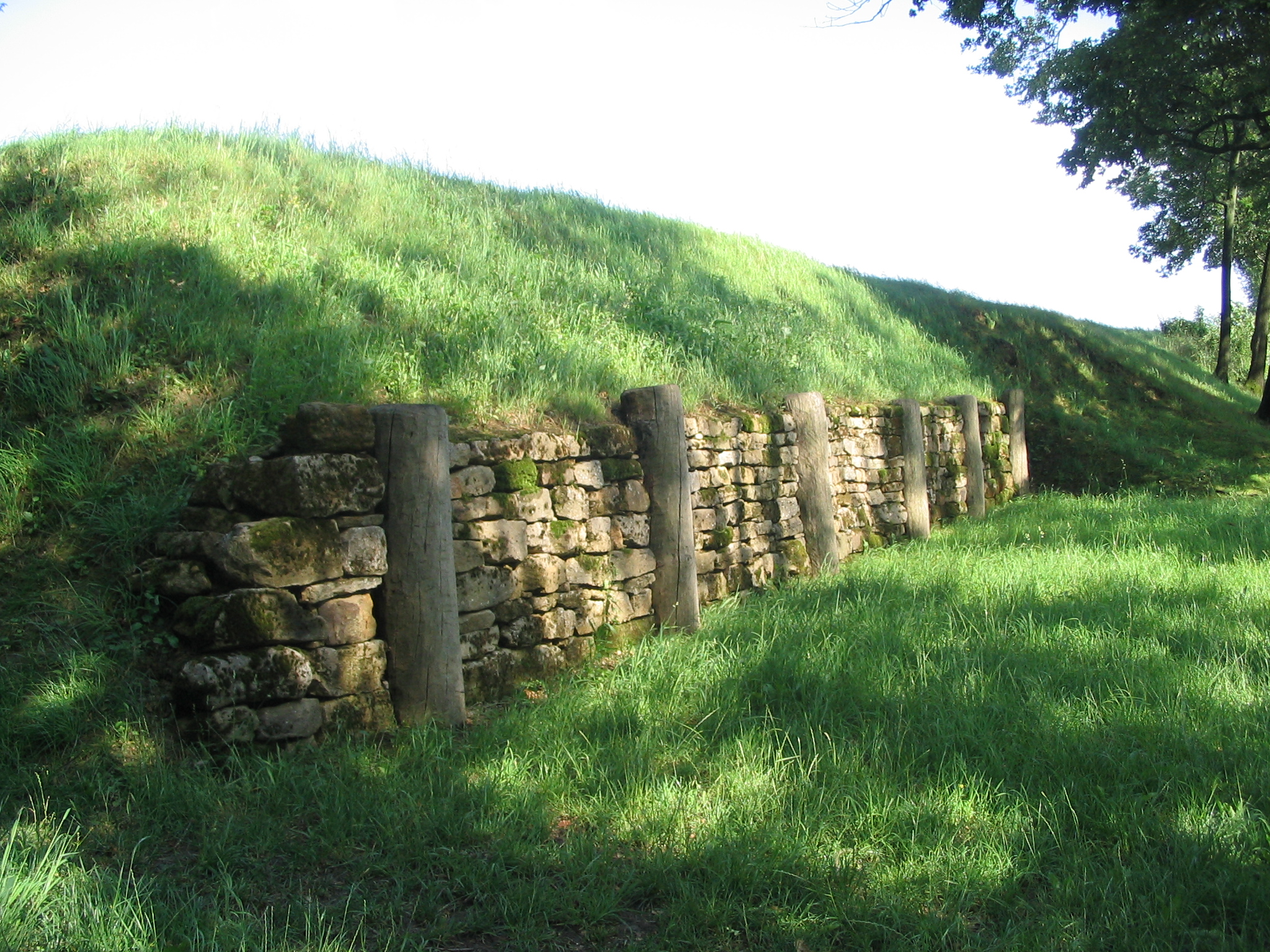
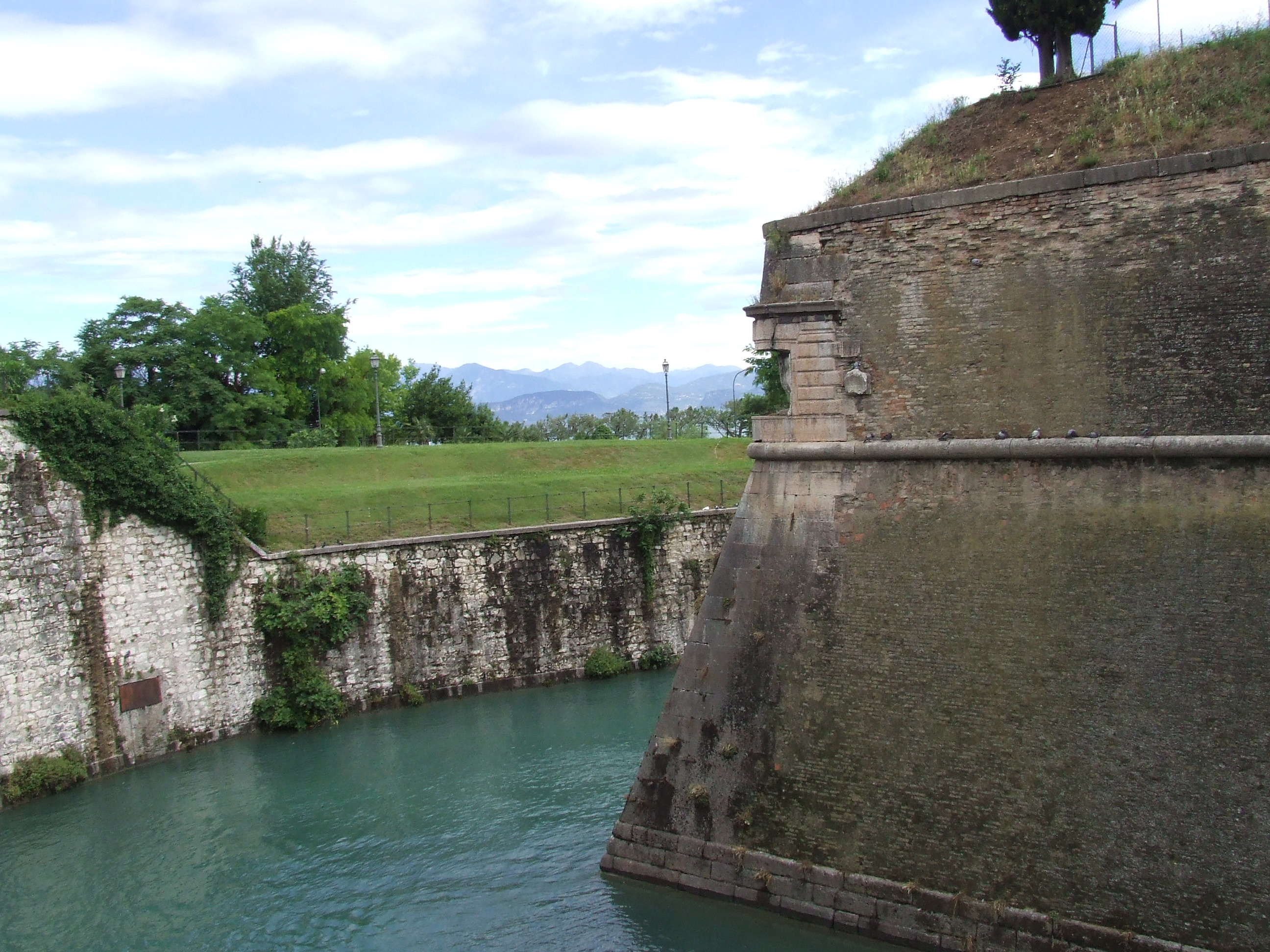
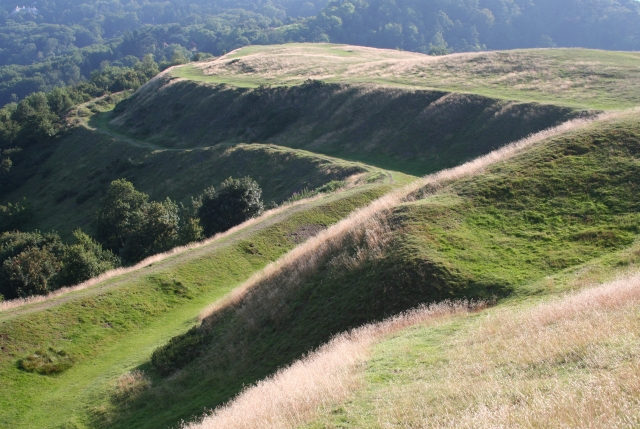